# (10207) Comeniana
(10207) Comeniana ist ein Asteroid des Hauptgürtels, der am 16. August 1997 von den slowakischen Astronomen Leonard Kornoš und Peter Kolény am Observatorium in Modra (IAU-Code 118) entdeckt wurde.
Der Asteroid wurde nach der Comenius-Universität in Bratislava benannt, die das Observatorium in Modra betreibt, an dem der Asteroid entdeckt wurde.